# Poço de Moisés

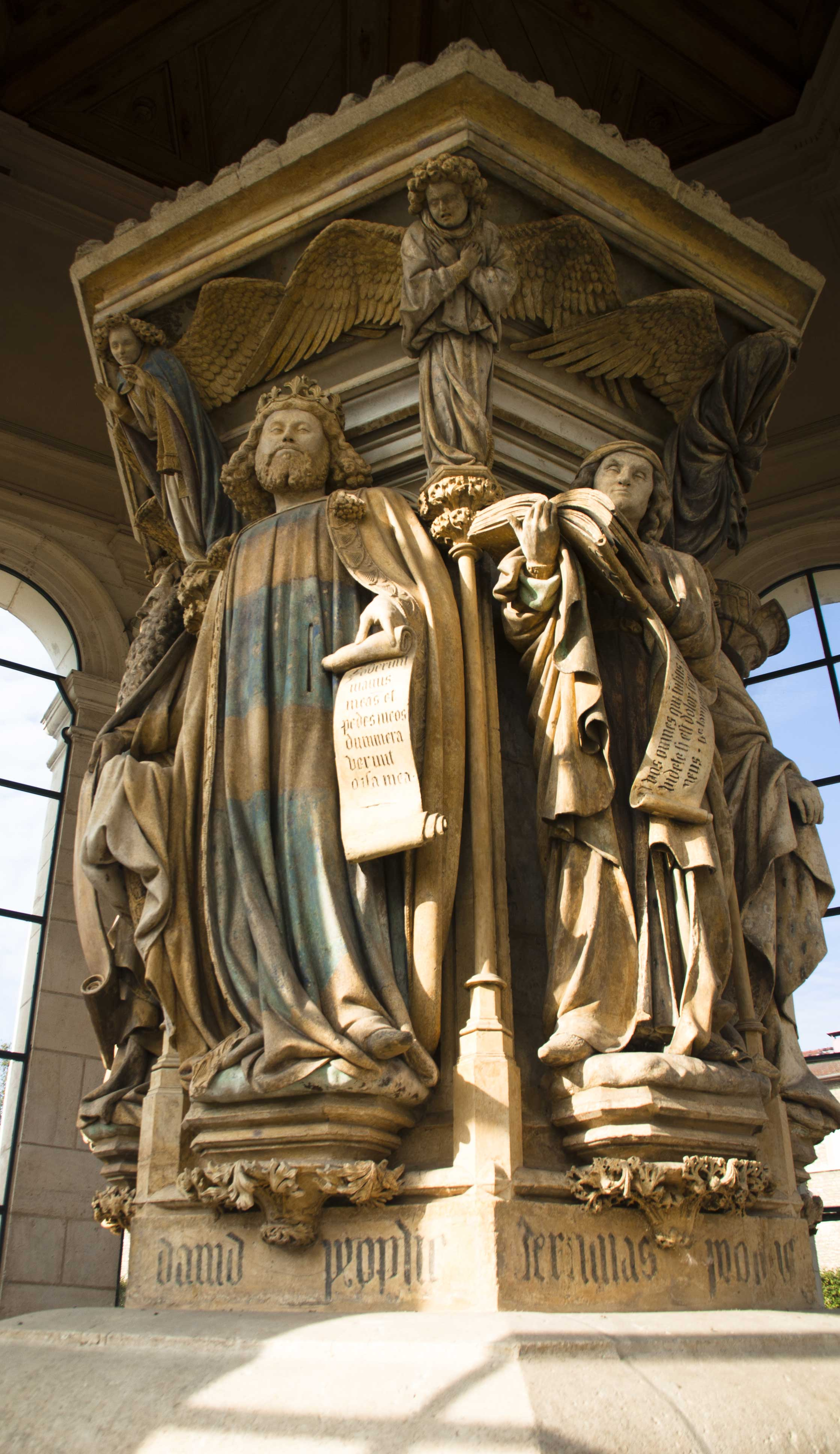
Davi e Jeremias do Poço de Moisés

O Poço de Moisés (em francês: Puits de Moïse ) é uma escultura monumental reconhecida como a obra-prima do artista holandês Claus Sluter (1340 – 1405–1406), auxiliado por seu sobrinho Claus de Werve. Foi executado por Sluter e sua oficina em 1395–1403 para o mosteiro cartuxo de Chartreuse de Champmol, construído como um cemitério pelo duque da Borgonha Filipe, o Ousado, nos arredores da capital da Borgonha, Dijon, agora na França.

## Criação
A obra foi executada para Filipe, o Ousado num estilo que combina a elegância do gótico internacional com um realismo nórdico, mas com uma qualidade monumental invulgar em ambos. Foi esculpido em pedra extraída de Asnières, perto de Dijon, e consistia em uma grande cena de crucificação ou "Calvário", com uma cruz alta e esbelta encimada por uma base hexagonal cercada pelas figuras dos seis profetas que previram a morte de Cristo na Cruz (Moisés, Davi, Jeremias, Zacarias, Daniel e Isaías). De pé em colunas delgadas nos cantos entre esses profetas estão seis anjos chorando. Todas as figuras, incluindo o grupo perdido do Calvário, foram pintadas e douradas por Jean Malouel, e algumas dessas pinturas permanecem. Graças à sobrevivência das contas ducais, a comissão e o trabalho em andamento estão excepcionalmente bem documentados. Tradicionalmente, supunha-se que a cena do Calvário incluiria a Virgem Maria, Maria Madalena e São João, embora pesquisas recentes (baseadas em uma leitura atenta dos arquivos e um exame dos pontos de fixação no topo da base) sugiram que havia apenas uma figura, a Madalena, abraçada ao pé da Cruz.
A obra também contém um cripto-retrato de Filipe, o Ousado, como Jeremias, o profeta favorito da ordem cartuxa. Quando comparadas com a escultura de Filipe, o Temerário, no portal da igreja, as duas esculturas apresentam uma notável semelhança entre si: queixo proeminente e arredondado, nariz grande, olhos profundos com sobrancelhas arqueadas distintas. Além disso, Jeremias é a única figura não representada em azul ou dourado, ele veste roxo e verde, as cores da Borgonha.
A estrutura originalmente consistia em quatro elementos: o próprio poço com cerca de quatro metros de profundidade e alimentado por água canalizada do rio Ouche, nas proximidades, o cais hexagonal, afundado no centro do poço (enfeitado com os profetas e anjos), um terraço medindo 2,8 metros de diâmetro assentado no topo do pilar, e a cruz que se erguia do centro.

## Conservação
Situado no pátio central do então claustro principal, o edifício que encerra o poço foi acrescentado no século XVII, quando as partes superiores da obra já sofriam com as intempéries. A obra foi ainda mais danificada em 1791, durante a Revolução Francesa. O nome de "Poço de Moisés" ( Puits de Moïse em francês) aparece durante o século XIX.
Apenas fragmentos da crucificação sobreviveram, incluindo a cabeça e o torso de Cristo; eles agora estão alojados no Musée Archéologique em Dijon. A base hexagonal com suas esculturas permanece no que hoje é o Hospital de la Chartreuse, e pode ser vista pelos turistas.